# 聯合國大會第66號決議
聯合國大會第六十六(一)號決議（United Nations General Assembly Resolution 66 (I)）是联合国大会于1946年12月14日所通過的依照宪章第七十三条（辰）款项递送情报书。

## 外部連結
- 联合国大会66(I)号决议